# Тони Морисон
Тони Морисон (енгл. Toni Morrison, рођ. 18. фебруара 1931, рођена Клои Арделија Вофорд, — 5. август 2019), била је књижевница и професорка. Добила је Нобелову награду 1993. за сабрана дела. Лауреат је Пулицерове награде. Дела јој одишу епским темама, живим дијалозима, изузетно детаљним цртама афроамеричких ликова. Објавила је серију дечјих књига са сином Слејд Морисоном.

## Младост
Рођена је као Клои Ентони Вофорд (енгл. Chloe Anthony Wofford) у Лорејну, Охајо. Друго је од четворо деце, из радничке породице. Као дете стално је читала (међу омиљеним писцима су јој били Џејн Остин и Лав Толстој). Њен отац, Џорџ Вофорд, варилац по занимању, често би јој говорио афроамеричке народне приче (метод приповедања који ће касније прожети њена дела). Када је имала око 15 година, билци су линчовали два црна бизнисмена који су живели у њеној улици. Морисон је рекла: „Он нам никада није рекао да је видео тела. Али он их је видио. И то је било превише трауматично, мислим, за њега.” Ускоро након линча, Џорџ Вофорд се преселио у расно интегрирани град Лорејн (Охајо), у нади да ће побећи од расизма и осигурати профитабилно запослење у растућој индустријској економији у Охају. Он је радио разне послове и као заваривач за УС Стил. Рамах Вофорд је била домаћица и посвећени припадник Афричке методистичке епископалне цркве.
Морисонова је 1949. уписала Универзитет Хауард и студирала друштвене науке. Под изговором да се Клои тешко изговара, мења име у Тони. Звање магистра енглеске књижевности стекла је на универзитету Корнел 1955, а Универзитет у Оксфорду доделио јој је титулу почасног доктора 2005.

## Каријера

### Одрасло доба и уређивачка каријера: 1949–1975
Године 1949, она се уписала на Универзитет Хауард у Вашингтону, тражећи друштво црних интелектуалаца. Док је била у Хауарду, први пут се сусрела са расно одвојеним ресторанима и аутобусима. Дипломирала је 1953. године са дипл. на енглеском и наставила школовање да стекне магистуру уметности на Универзитету Корнел 1955. године. Њена магистарска теза носила је наслов „Третман отуђених Вирџиније Вулф и Вилијама Фокнера.“ Предавала је енглески, прво на Тексашком јужном универзитету у Хјустону од 1955. до 1957. године, а затим на Универзитету Хауард у наредних седам година. Док је предавала на Хауарду, упознала је Харолда Морисона, јамајског архитекту, за кога се удала 1958. Њихов први син рођен је 1961. године, а она је била трудна са својим другим сином када се развела од Харолда 1964.
Након развода и рођења њеног сина Слејда 1965, Морисонова је почела да ради као уредница за Л. В. Сингер, одељење за уџбенике издавача Рандом Хаусе, у Сиракузи, Њујорк. Две године касније, прешла је у Рандом Хаусе у Њујорку, где је постала њихова прва црна жена виши уредник у одељењу за белетристику.
У том својству, Морисон је играла виталну улогу у довођењу црначке књижевности у мејнстрим. Једна од првих књига на којима је радила била је преломна Савремена афричка књижевност (1972), збирка која је укључивала радове нигеријских писаца Вола Сојинке, Чинуа Ачеба и јужноафричког драматурга Атола Фугарда. Она је подстакла нову генерацију афроамеричких писаца, укључујући песника и романописца Тонија Кејда Бамбару, радикалну активисткињу Анђелу Дејвис, Црног пантера Хјуија Њутна и новелискињу Гејл Џонс, чије је писање Морисонова открила. Такође је објавила аутобиографију отвореног познатог шампиона Мухамеда Алија из 1975. године, под називом The Greatest: My Own Story. Поред тога, објавила је и промовисала рад Хенрија Думе, мало познатог романописца и песника којег је 1968. године убио транзитни службеник у њујоршкој подземној железници.
Међу другим књигама које је Морисонова развила и уредила је Црна књига (1974), антологија фотографија, илустрација, есеја и докумената о животу црнаца у Сједињеним Државама од времена ропства до 1920-их. Издавачка кућа Рандом Хаусе није била сигурна у погледу овог пројекта, али је његово објављивање наишло на добар пријем. Алвин Бим је рецензирао антологију за кливлендског Плејн Дилера, пишући: „Уредници, попут романописаца, имају децу мозга – књиге које смишљају и оживљавају без стављања сопствених имена на насловну страну. Госпођа Морисон има једно од ових у продавницама сада, а часописи и билтени у издавачкој делатности су одушевљени, говорећи да ће проћи као врући колачи."

## Промовисање афроамеричке књижевности
Године 1958. удаје се за Харолда Морисона, рађа двоје деце али се и разводи 1964. После развода сели се у Њујорк, где ради као уредник. 18 месеци касније постаје један од уредника њујоршког седишта познате издавачке куће Random House.
Као уредник, играла је важну улогу у приближавању афроамеричке књижевности ка мејнстриму. Уређивала је између осталих и књиге Тони Кејд Бамбара и Гејл Џонса. Морисон је била професор друштвених наука на Универзитету у Принстону, од 1989. Тај радни однос је прекинула 2006.
Тренутно ради за амерички периодични магазин „Нација“ (The Nation)

## Политика
Изазвала је безмало скандал назвавши Бил Клинтона „првим председником црнцем“ додавши како „Клинтон испољава готово сваку црту „афроамериканства“: одрастао уз самохраног родитеља, рођен сиромашан, радничке класе, свира саксофон, дечко из Арканзаса који обожава Мекдоналдс и брзу храну."

## Дела

### Романи
- Љубав (2003)
- Рај (1999)
- Џез (1992)
- Вољена (1987)
- Tar Baby (1981)
- Соломонова Песма (1977)
- Сула (1973)
- The Bluest Eye (1970)

### Дечје књиге (са сином Слејдом)
- Who's Got Game?: The Mirror or the Glass? (2007)
- Who's Got Game?: Poppy or the Snake?, (2004)
- Who's Got Game?: The Ant or the Grasshopper, (2003)
- Who's Got Game?: The Lion or the Mouse?, (2003)
- The Book of Mean People, (2002)
- The Big Box, (2002)

### Кратке приче
- "Recitatif" (1983)

### Драме
- Dreaming Emmett (изведена 1986)

### Либрето
- Маргарет Гарнер (прво извођење маја 2005)

### Чланци
- "This Amazing, Troubling Book" (An analysis of The Adventures of Huckleberry Finn by Mark Twain)

### Филмови
- Documentary: "Toni Morison In Black and White: volume 3" distributed by California Newsreel